# كوخالو (أذر شهر)
كوخالو هي قرية في مقاطعة أذر شهر، إيران. عدد سكان هذه القرية هو 203 في سنة 2006.